# Orlando Duque

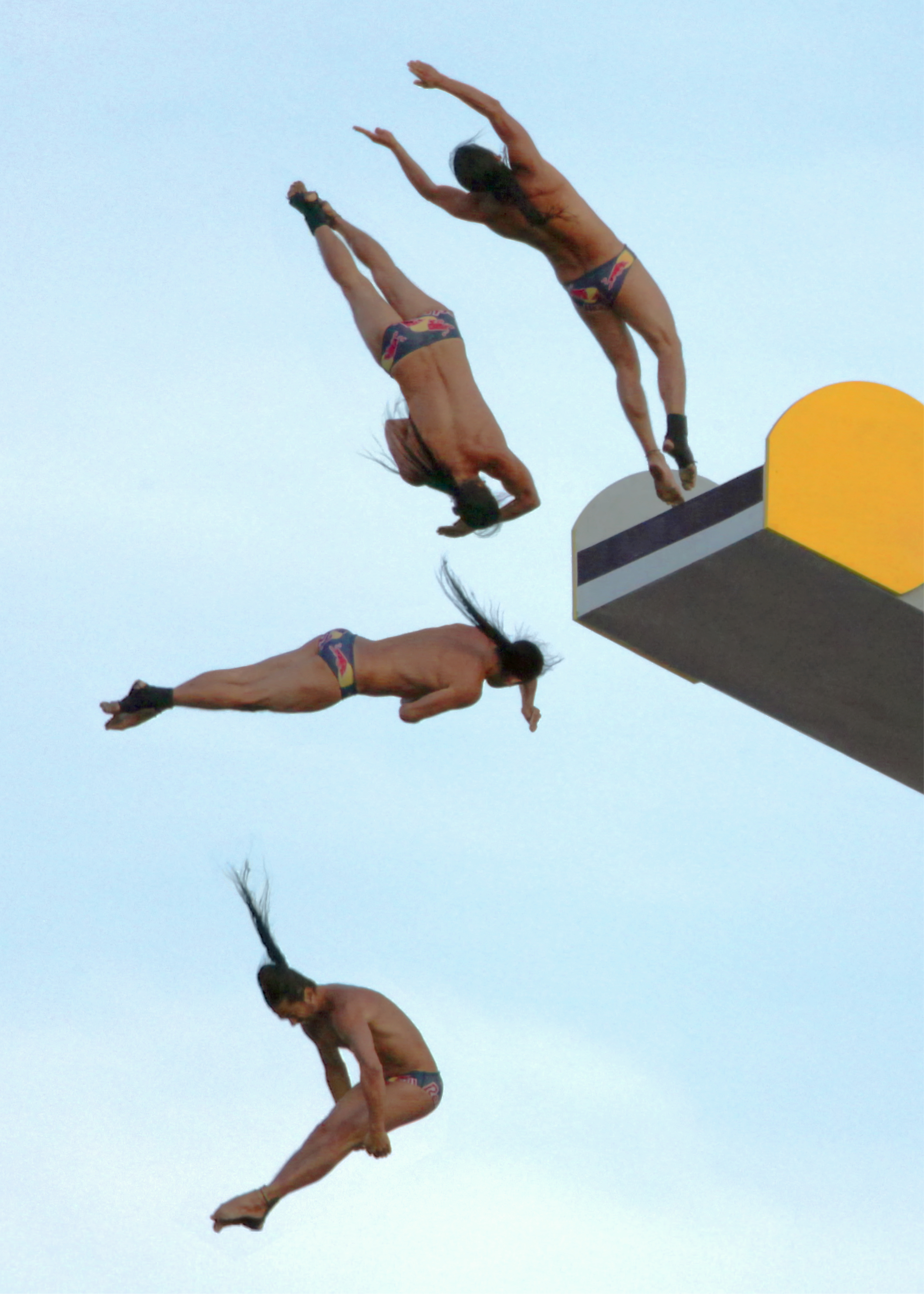
Orlando Duque tijdens een sprong in Boston in 2012

Orlando Duque (Cali, 11 september 1974) is een Colombiaans duiker.

## Biografie
Duque doet aan high diving, waarbij gesprongen wordt van een hoogte van 27 meter. In 2013 werd Duque wereldkampioen high diving. In 2009 won hij de Red Bull Cliff Diving Series, een competitie waarbij op verschillende plaatsen ter wereld van kliffen wordt gedoken.

## Trivia
- In 2013 werkte Duque mee aan het programma Wauters vs. Waes in de aflevering van "Cliff Diving".